# Manoir de Farve
Le manoir de Farve (Gut Farve) est un manoir néogothique du Holstein-de-l'Est (Allemagne) situé dans la commune de Wangels. Il appartient à un domaine agricole qui est toujours exploité aujourd'hui.

## Histoire
Il y avait déjà au Moyen Âge un petit château fort appartenant aux seigneurs de Pogwisch, mais il est détruit en 1480, car ses descendants se battent contre Christian Ier de Danemark. Les Pogwisch font reconstruire au début du XVIe siècle un autre château qui est à l'emplacement du manoir actuel. Les terres sont acquises par la famille von Blome en 1662, puis par d'autres familles avant de leur revenir par mariage en 1749, jusqu'au début du XIXe siècle, lorsqu'il change de mains plusieurs fois pour finalement échoir à la famille von Reventlow. Différentes branches de la famille s'y succèdent jusqu'à la fin de la Grande Guerre, lorsqu'il est acquis par le comte von Waldersee, dont la famille possédait (et possède toujours) le château de Waterneverstorf. Le domaine est vendu enfin au comte von Holck en 1969, dont les descendants exploitent toujours les terres aujourd'hui. Le château ne se visite donc pas. En revanche, le moulin de Farve, qui fait partie du domaine, est ouvert à la visite.

## Architecture
Le manoir se présente comme un bâtiment en quatre corps autour d'une cour intérieure, avec une tour principale, une aile sud et une aile ouest et une partie Renaissance, comprenant le portail d'entrée. Son aspect actuel date de 1837, lorsque le comte Ernst von Reventlow fait rebâtir l'ensemble par Joseph Eduard Mose en style néogothique romantique à l'anglaise, avec fenêtres gothiques, créneaux et pignons à échelons.
Le manoir est entouré d'un parc romantique dans le goût anglais et les communs et bâtiments agricoles se situent au nord avec des écuries du XVIIIe siècle et un moulin à vent de 1828, le moulin de Farve.

## Source
- (de) Cet article est partiellement ou en totalité issu de l’article de Wikipédia en allemand intitulé « Gut Farve » (voir la liste des auteurs).